# La Note de la blanchisseuse
Pour plus de détails, voir Fiche technique et Distribution.
La Note de la blanchisseuse (ou Frisette, blanchisseuse de fin) est un film muet français réalisé par Georges Denola, sorti en 1911.

## Fiche technique
- Titre : La Note de la blanchisseuse
- Titre de travail : Frisette, blanchisseuse de fin
- Réalisation : Georges Denola
- Scénario : Charles Clairville
- Photographie :
- Montage :
- Société de production : Société cinématographique des auteurs et gens de lettres (S.C.A.G.L.)
- Société de distribution : Pathé frères
- Pays d'origine :  France
- Langue : français
- Métrage : 155 mètres
- Format : Noir et blanc — 35 mm — 1,33:1 — Muet
- Genre : Comédie
- Durée : 5 minutes
- Dates de sortie : 
  -  France : 21 juillet 1911

## Distribution
- Mistinguett : Margot, la blanchisseuse
- Charles Dechamps
- Maurice Chevalier
- Charles Lorrain
- Harry Baur
- Gaston Sainrat
- Rose Grane
- Fernand Tauffenberger
- Cécile Barré
- Marthe Fabris
- Paul Chartrettes
- Louis Brunais
- Gaston Prika
- Madame Massila
- Fred
- Madame Ambrosi
- Mademoiselle Bouquet